# (968) Petunia
(968) Petunia és un asteroide del cinturó principal descobert per l'astrònom Karl Wilhelm Reinmuth en 1921 des de l'observatori de Heidelberg-Königstuhl, Alemanya.
Deu el nom a la petúnia, una planta de la família de les Solanaceae.
S'estima que té un diàmetre de 27,77 ± 2,9 km. La seva distància mínima d'intersecció de l'òrbita terrestre és d'1,50568 ua.
Les observacions fotomètriques recollides d'aquest asteroide mostren un període de rotació de 61,28 hores, amb una variació de lluentor de 10,01 de magnitud absoluta.